# Mario Busso
Mario Busso (Roma, 27 de junio de 1897-Buenos Aires, 20 de diciembre de 1985) fue un futbolista italoargentino que se desempeñaba en la posición de mediocampista central. 
Nacido en Italia, formó parte de la historia del Club Atlético Boca Juniors al ganar un total de ocho títulos con esa institución, en la que permaneció durante nueve años.

## Biografía
Nacido en Italia, su familia emigró a la Argentina en busca de un mejor pasar económico y en busca de mejorar su calidad de vida. Arrancó en el fútbol de manera tempranera.
Surgido del Club Atlético Atlanta, en donde dio sus primeros pasos en el mundo del fútbol, pasó al Club Atlético Boca Juniors en el año 1918, en donde acumuló los mayores éxitos de su carrera.
Con el club «xeneize» conquistó un total de ocho títulos, siendo así una parte fundamental de la historia temprana del club de la ribera. Además fue internacional con la Selección de fútbol de Argentina en cuatro oportunidades.

## Clubes
| Club         | Pais      | Año       |
| ------------ | --------- | --------- |
| Atlanta      | Argentina | 1917-1918 |
| Boca Juniors | Argentina | 1918-1927 |

## Títulos

### Campeonatos nacionales
| Título           | Club         | País      | Año  |
| ---------------- | ------------ | --------- | ---- |
| Primera División | Boca Juniors | Argentina | 1919 |
| Copa Competencia | Boca Juniors | Argentina | 1919 |
| Copa Ibarguren   | Boca Juniors | Argentina | 1919 |
| Primera División | Boca Juniors | Argentina | 1920 |
| Primera División | Boca Juniors | Argentina | 1923 |
| Copa Ibarguren   | Boca Juniors | Argentina | 1923 |
| Primera División | Boca Juniors | Argentina | 1924 |
| Copa Ibarguren   | Boca Juniors | Argentina | 1924 |
| Copa de Honor    | Boca Juniors | Argentina | 1925 |
| Copa Competencia | Boca Juniors | Argentina | 1925 |
| Primera División | Boca Juniors | Argentina | 1926 |
| Copa Estímulo    | Boca Juniors | Argentina | 1926 |

### Campeonatos internacionales
| Título                 | Club (*)            | Sede      | Año  |
| ---------------------- | ------------------- | --------- | ---- |
| Cup Tie Competition    | Boca Juniors        | Argentina | 1919 |
| Copa de Honor Cusenier | Boca Juniors        | Argentina | 1920 |
| Copa América           | Selección Argentina | Argentina | 1921 |

(*) Incluyendo a la Selección.